# Alexandra Bracken
Alexandra Bracken (Fénix, Arizona, 27 de febrero de 1987) es una escritora estadounidense más conocida por sus series juveniles "Mentes poderosas" y Pasajero.

## Primeros años
Alexandra Bracken nació en Phoenix, Arizona. Regresó allí tras vivir en Nueva York donde trabajó en la industria editorial, primero como ayudante y luego en marketing. Estudió en La Universidad de William y Mary en Williamsburg, Virginia, graduándose magna cum laude con un grado en Historia e Inglés en mayo de 2009.

## Carrera
Bracken Escribió su novela de debut, Brightly Woven, como regalo de cumpleaños para una amiga. Tuvo buenas críticas en Publishers Weekly. Luego ganó el premio GoodReads 2010 a mejor Debut.
En 2012, Disney Hyperion publicó el thriller Las Mentes más Oscuras, el primer libro en la serie del mismo nombre que en España se tituló "Mentes Poderosas" protagonizada por Ruby, una chica de 16 años con capacidades especiales que se fuga de un "campamento de rehabilitación" en qué ha sido encarcelada y escapa a East River, un lugar donde se refugian niños con poderes extraordinarios.
En octubre de 2013 se publicó el segundo libro de La serie de Mentes más Oscura, Never Fade. En este libro Ruby aprende a controlar sus capacidades, reúne a sus amigos, y lucha contra el gobierno que les quiere encarcelar.
En octubre de 2014 se publicó la conclusión a la serie, Afterlight. Ruby y sus amigos formulan un plan para rescatar a los niños atrapados en los campamentos de rehabilitación.
En enero de 2016 Bracken publicó Passenger, que debutó #1 en la lista de best sellers del The New York Times.. Narra las aventuras de los jóvenes Etta y Nicholas, que poseen un poderoso artefacto, El Astrolabio, que les permite viajar en el tiempo
En enero de 2017, la secuela de Passenger, Wayfarer, estuvo a la venta. Este libro continúa la historia de Etta y Nicholas que siguen con sus viajes en el tiempo. Estos viajes de libro a través de tiempo y concluye la serie de Pasajero. Wayfarer también debutó #1 en la lista de best sellers del The New York Times.
Este segundo tomo concluye la historia, no habrá tercera parte.

### Novelas juveniles
- Brightly Woven (23 de marzo de 2010, ISBN 978-1-60684-038-2 978-1-60684-038-2)
- La serie de Mentes más Oscuras:
  1. Mentes Poderosas (18 de diciembre de 2012)
  2. Nunca Olvidan (15 de octubre de 2013)
  3. Una Luz Incierta (28 de octubre de 2014)
  4. El Legado más Oscuro (31 de julio de 2018)

  - Novelas:
1.5. "En Tiempo" (2013)
2.5. "Aumento de chispas" (2014)
3.5. "Allende la Noche" (2015)
  - 1.6. Cuentos:
    - "La historia de Liam" (2016)
    - "La historia de Vida" (2016)
    - "La historia de Clancy" (2016)
- Serie de pasajero:
  1. Passenger (5 de enero de 2016)
  2. Wayfarer (3 de enero de 2017)

### Novelas de grado medio
- Star Wars: Trilogía de Edición Ilustrada:
1. Episodio IV Una Esperanza Nueva: La Princesa, el Sinvergüenza, y el granjero (22 de septiembre de 2015)
- El Cuento Terrible de Prosperar Redding serie:
  1. El Cuento Terrible de Prosperar Redding (5 de septiembre de 2017)
  2. La Última Vida de Prince Alastor (5 de febrero de 2019)

### Cuentos juveniles
- A través de la Oscuridad (6 de octubre de 2015), colección de 3 novelas:
"En Tiempo", "Aumento de Chispas", "Allende la Noche"
- La Oscuridad se alza: Una Colección de Mentes más Oscura (2 de marzo de 2016), colección de 3 cuentos:[9]
"La historia de Liam", " la Historia de Vida", "La Historia de Clancy"

### Novelas autopublicadas
- Brightly Woven (23 de marzo de 2010)
- Lore (7 de enero de 2021)

## Adaptaciones
- La película Dirigida por Jennifer Yuh Nelson, titulada Mentes poderosas (2018).